# Голарктика
Гола́рктика, или голаркти́ческая о́бласть (от др.-греч. ὅλος — весь, целый и ἄρκτος — север) — биогеографический регион, выделяемый во флористическом и фаунистическом районировании. Охватывает бо́льшую часть Северного полушария и является крупнейшим из всех биогеографических регионов. Южная граница Голарктики проходит по северу Мексики, включает острова Кабо-Верде, проходит далее по северному краю Сахары, Аравийскому полуострову, Гималаям, югу Китая, включает Тайвань и Японию.

## Во флористическом районировании

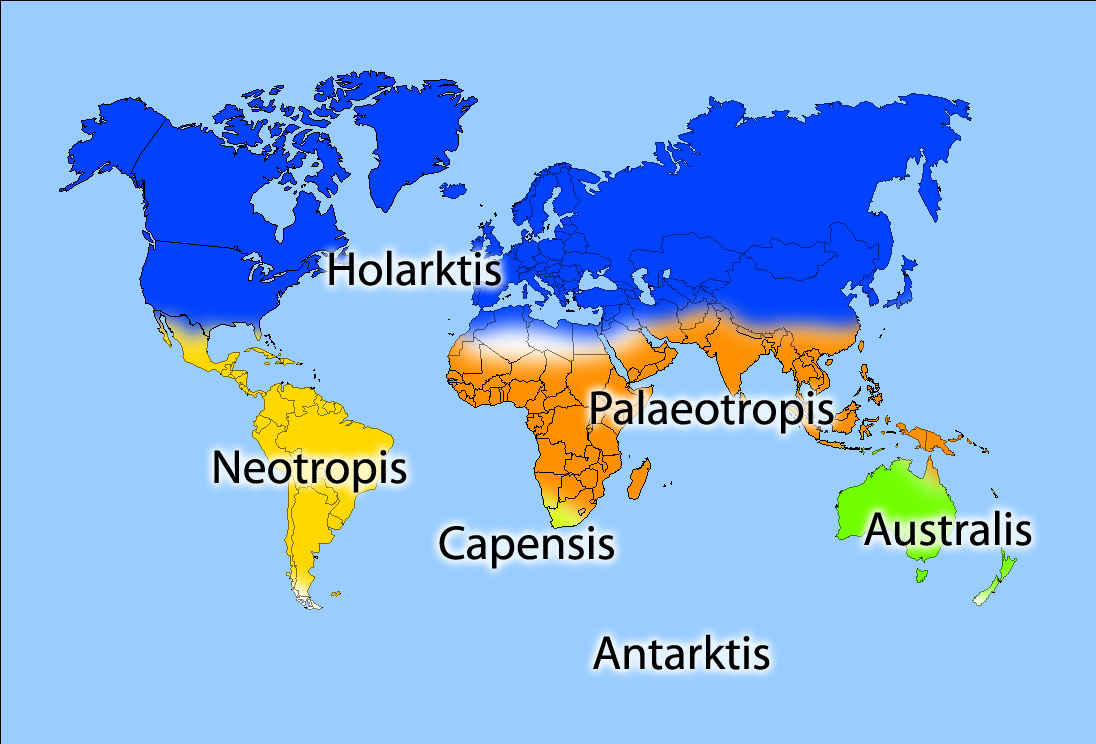
Флористические царства

Во флористическом районировании Голарктика имеет статус царства, делящегося на несколько подцарств. Существуют разные версии его деления.
Характерными представителями растительного мира Голарктики являются роды семейств Сосновые (Pinaceae), Берёзовые (Betulaceae), Буковые (Fagaceae), Ивовые (Salicaceae), а также Лютиковые (Ranunculaceae) и Розовые (Rosaceae). Преимущественно в Голарктике встречаются Капустные (Brassicaceae), Гвоздичные (Caryophyllaceae), Ситниковые (Juncaceae) и Осоковые (Cyperaceae).
Оледенения плейстоцена привели к обеднению флоры Европы. Большая часть флоры, встречавшейся здесь в плиоцене, вымерла. Некоторые семейства, такие как Магнолиевые (Magnoliaceae), Гамамелисовые (Hamamelidaceae) и Стираксовые (Styracaceae) остались лишь в Северной Америке и в Азии.

## В фаунистическом районировании
В фаунистическом районировании Голарктика или Арктогея делится на два региона: Неарктику и Палеарктику. Чёткой границы на юге не существует, но имеется переходная зона к другим биогеографическим регионам. На американском континенте к ней относится Центральная Америка, на африканском — Сахара. В западной Азии переходной зоной является Аравийский полуостров, не считая его южной части.
Характерными млекопитающими Голарктики являются лоси (Alcinae), олени (Cervinae), рыси (Lynx), козьи (Caprinae), бобровые (Castoridae), пищухи (Ochotonidae), кротовые (Talpidae), землеройковые (Soricidae), тушканчиковые (Zapodinae) и полёвковые (Arvicolinae). Типичными птицами Голарктики являются тетеревиные (Tetraonini), чистиковые (Alcidae) и свиристелевые (Bombycillidae). Среди насекомых здесь встречаются семейства бабочек толстоголовки, голубянки, совки, хохлатки, нимфалиды, белянки, бархатницы и бражники.

### Подобласти
- Европейско-сибирская подобласть — полностью охватывает зону смешанных лесов и тайги в Европе и Азии. Эндемики этой подобласти: различные виды бурозубок, косуля, соболь, летяга, обыкновенная белка, обыкновенная рысь, азиатский бурундук, речной бобр, лесной лемминг, лесные полёвки.
- Восточноазиатская, или маньчжурская, подобласть — охватывает Восточную Азию на юг от реки Амур, включая Приморский край. Эндемики: гигантская бурозубка, гигантская белозубка, восточные кроты, горал, белогрудый медведь, харза, длиннохвостая мышовка, крысовидный хомячок, разные виды полёвок[2].